# Moxy

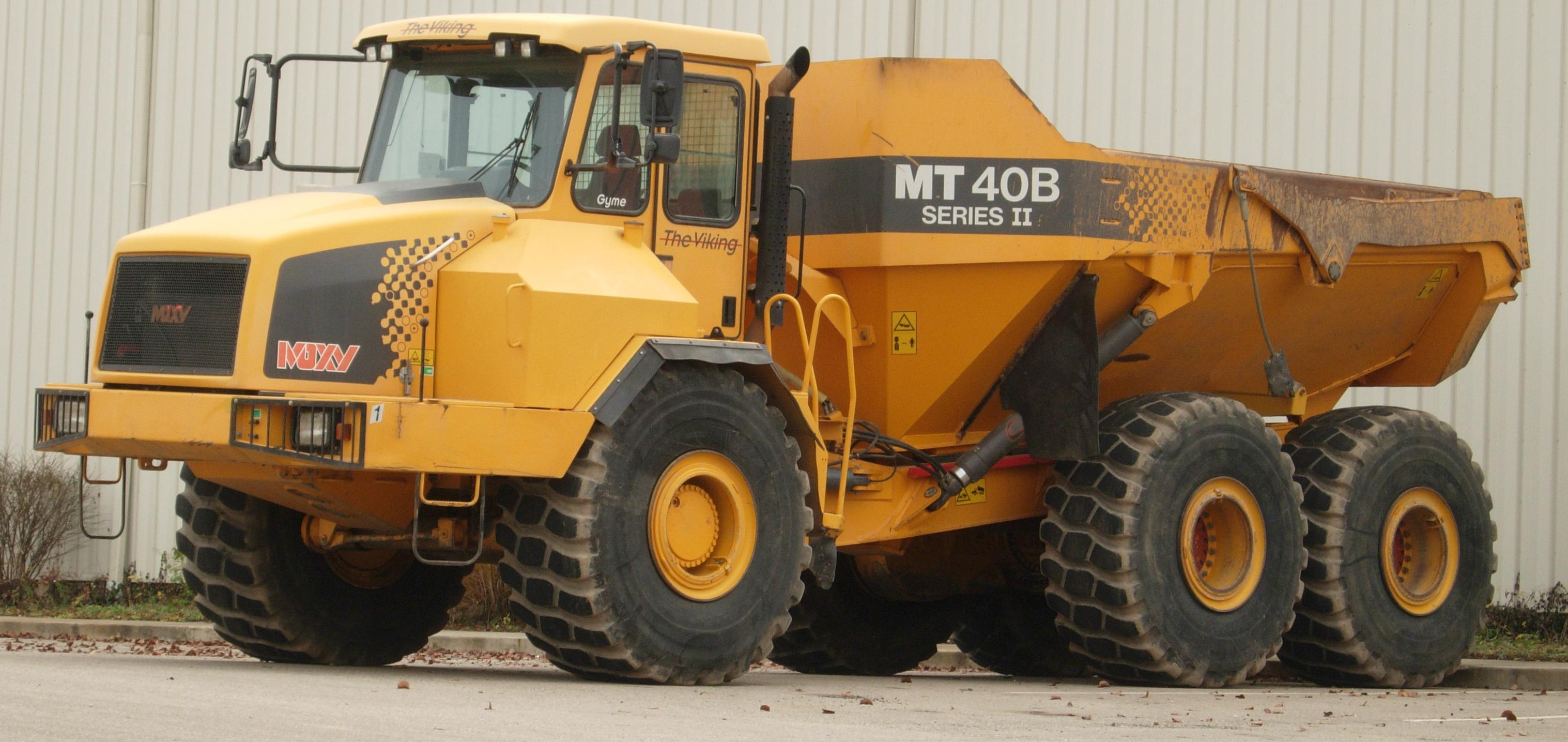
Moxy MT40B Series II

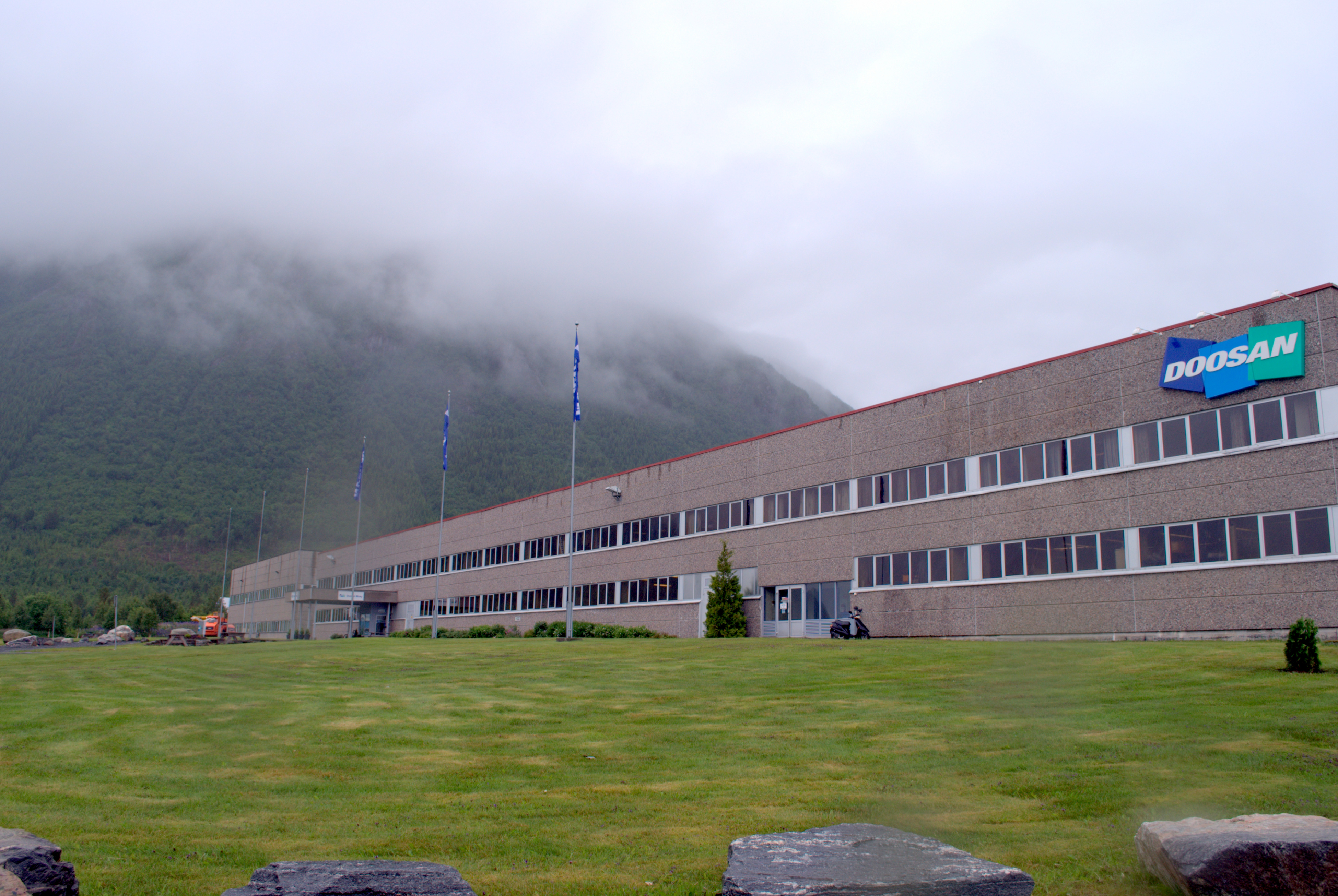
fabriek in Elnesvågen

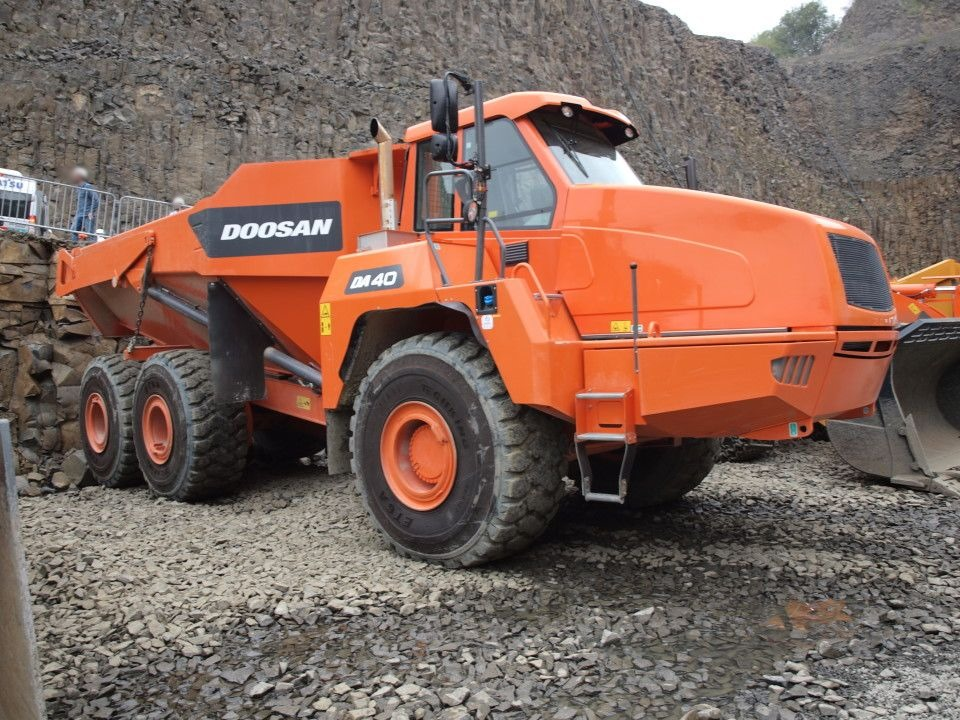
Doosan DA40

Moxy was een fabrikant van kiepwagens uit Elnesvågen in Noorwegen.
De kiepwagens hebben een concept dat teruggaat naar de firma Øveraasen Motorfabrik & Mek. Verksted A/S, uit Gjøvik. Deze maakte de Viking D15. Na een dozijn gebouwd te hebben, werd de productie en het concept overgedragen aan Moxy, dat het vervolgens verder ontwikkelde. In de jaren '80 werkte het samen met Komatsu, dat een aandeel in de firma nam. In 2000 trok Komatsu zich terug en stapte de Britse Thomson Group, dat ook Aveling-Barford bezat in.
In 2007 werd het door Doosan overgenomen, waarna de merknaam Moxy verdween - de kiepwagens werden met de merknaam Doosan verkocht. Sinds 2023 worden de producten van de fabriek verkocht met de merknamen Develon of Hyundai.